# Manuel Colón Rodríguez
Manuel Colón Rodríguez (geboren am 18. Februar 1977 in Madrid) ist ein ehemaliger spanischer Handballspieler, der auf der Spielposition im linken Rückraum eingesetzt wurde.

## Vereinskarriere
Colón spielte von 1995 bis 2006 bei Ademar León, dann bei BM Altea und von 2007 bis 2011 bei BM Alcobendas. Im Jahr 2011 beendete er seine Karriere, kehrte aber im Jahr 2015 nochmals zu BM Alcobendas zurück.
Mit dem Team aus León nahm er an europäischen Vereinswettbewerben teil.

## Auswahlmannschaften
Er stand im Aufgebot spanischer Nachwuchsauswahlmannschaften. Sein erstes Spiel für Spanien absolvierte Manuel Colón am 21. März 1994 bei der Copa Latina mit der juvenil selección gegen die Auswahl Frankreichs. Als Jugendnationalspieler wurde er mit der Auswahl Spaniens im Jahr 1994 Sieger der U-18-Europameisterschaft in Israel. Mit der Juniorennationalmannschaft gewann er die Silbermedaille im Jahr 1995 bei der U-21-Weltmeisterschaft in Argentinien sowie im Jahr 1996 bei der U-20-Europameisterschaft in Rumänien. Auch an der U-21-Weltmeisterschaft 1997 nahm er teil.
In 59 Spielen bis September 1997 in den Nachwuchsteams erzielte er 159 Tore.
Seinen ersten Einsatz für die spanische A-Nationalmannschaft bestritt er am 22. Januar 1997 gegen Norwegen in Hamar beim Lotto Cup. Er nahm mit der Nationalauswahl an der Weltmeisterschaft 2001, der Europameisterschaft 2002, der Weltmeisterschaft 2003 sowie an den Olympischen Spielen 2004 teil.
Für die A-Auswahl bestritt er bis zum 28. August 2004 insgesamt 85 Partien, in denen er 177 Tore warf.

## Erfolge
- spanischer Meister 2001
- spanischer Pokalsieger 2002
- Copa Asobal 1999
- Gewinn des Europapokals 1998/1999 und 2004/2005
- U-18-Europameister 1994